# Хелімський Євген Арнольдович
Хелімський Євген Арнольдович (рос. Хелимский Евгений Арнольдович; нар. 15 березня 1950, Одеса — пом. 25 грудня 2007, Гамбург) — російський лінгвіст (в останні роки свого життя працював у Німеччині), доктор філологічних наук (1988), професор. Один з провідних світових дослідників самодійських та фіно-угорських мов, культур північної Євразії та шаманізму.

## Життєпис
Народився 15 березня 1950 року в Одесі. У 1972 році закінчив відділ структурної і прикладної лінгвістики Московського державного університету імені Ломоносова. В 1979 році захистив кандидатську дисертацію на тему «Прадавні угорсько-самодійські мовні зв'язки». У 1988 році захистив докторську дисертацію на тему «Історична і описова діалектологія самодійських мов». У 1978–1997 роках працював в Інституті слав'янознавства та балканістики Російської академії наук. З 1998 року й до самої смерті працював професором в Гамбурзькому університеті, де очолював Інститут фіноугрознавства та уралістики. Помер 25 грудня 2007 року в Гамбурзі у віці 57 років від затяжної хвороби.

## Публікації
Основні праці професора Хелімського були зібрані у книзі «Компаритивістика, уралістика: Лекції і статті» (рос. Компаративистика, уралистика: Лекции и статьи).